# Mouton de Santa Cruz
Les moutons de Santa Cruz sont une race extrêmement rare de moutons domestiques qui existait autrefois à l'état sauvage sur l'île Santa Cruz, au large de la Californie. Petits et robustes, ces moutons ont tous été tués ou capturés pour empêcher la destruction des habitats naturels de l'île. Aujourd'hui, ils comptent moins de 200 animaux. Cette race est principalement élevée pour sa laine.

## Histoire
Au milieu du XIXe siècle, des moutons probablement de race Mérinos, Rambouillet ou Churra (en) ont été amenés sur l'île de Santa Cruz. Dans les années 1860, des milliers de moutons paissaient librement sur l'île. Tout au long du XXe siècle, l'élevage a décliné sur l'île et la plupart des moutons sont devenus sauvages. En 1978, The Nature Conservancy a pris le contrôle de l'île ; le nombre de moutons à cette époque était estimé à plus de 20 000. En 1980, The Nature Conservancy et le National Park Service ont commencé à tuer ou à retirer tous les moutons restants afin d'éviter le surpâturage de la végétation de l'île,. Aujourd'hui, il reste moins de 200 animaux et la race est considérée comme « critique » par l'American Livestock Breeds Conservancy. Il en existe une petite population sur le continent et ils ont été en grande partie placés par adoption,

## Caractéristiques
Comme de nombreuses races de moutons insulaires, les moutons de Santa Cruz sont relativement petits et extrêmement robustes : ils sont de bons fourrageurs et n'ont pas besoin d'aide pour l'agnelage,. Ils sont dérivés de races à laine fine, ce qui fait d'eux la seule race insulaire autrefois sauvage à laine moyenne ou fine, avec un toucher doux. Leurs toisons sont principalement blanches, mais  quelques moutons colorés sont connus dans la race.